# Gas under Jorden
Gas under Jorden er en dansk dokumentarfilm fra 1942, der er instrueret af Theodor Christensen efter eget manuskript.

## Handling
En film om gasboringerne i Vendsyssel og udnyttelsen af dette råstof, som bobler op af jorden. Omkring Frederikshavn står der ikke mindre end 200 boringer, produktionen er oppe på 10.000 kubikmeter i døgnet. Den kommer ikke alene husholdningerne til gode, men også industrien. Gassen erstatter olie, benzin, og kul, men ingen ved, hvor længe herligheden varer.